# 移民澳大利亚

截至2011年澳大利亚人口普查数据，按统计区域划分，海外出生人口占当地澳大利亚总人口百分比。

自1997年起每月抵达澳大利亚的永久定居者人数。

大约五万年前，澳大利亚原住民的祖先通过海洋东南亚及新几内亚岛抵达澳大利亚，他们成为了这片大陆的首批定居者。 1788年，大英帝国在现今新南威尔士州的地方建立了流放地，欧洲对澳大利亚的殖民历史由此开始。自1901年开始，当时的澳大利亚政府在20世纪的大部分时期内都实行“白澳政策”；即禁止非欧洲族裔移民进入澳大利亚。第二次世界大战结束后，该政策被逐步放宽并直至1973年完全废除。从1945年开始，已有700多万外来移民在澳大利亚定居。
从1788年到20世纪中叶，澳大利亚的大部分移民主要来自英国和爱尔兰；其中又主要来自英格兰、爱尔兰和苏格兰三个地区。不过在19世纪也有来自中国和德国的大量移民。在第二次世界大战结束后的几十年里，澳大利亚迎来了来自欧洲各国的大量移民。其中来自南欧和东欧的移民数量比前几十年要多许多。而从澳大利亚当局自1973年废除白澳政策后，政府便一直奉行多元文化政策。世界各地不断有大量移民涌入澳大利亚，而亚洲成为澳大利亚在21世纪的最大移民来源地区。2019年至2020年期间，由于2019冠状病毒病疫情的影响，澳大利亚的移民数量出现减少，这导致澳大利亚总人口自第一次世界大战后首次出现负增长。但在随后的2021年到2022年期间，移民人口增长数量出现强劲复苏。
澳大利亚的海外净移入人口数量从1992年至1993年时期的30,042人增加至2015年至2016年期间的178,582人。这些移民大部分是通过技术移民或家庭重聚计划来到澳大利亚。根据2014年的一项社会学调查的结果显示，“澳大利亚和加拿大被认为是西方世界中最能接受移民的国家”。2023年，波士顿咨询公司根据其全球评估数据将澳大利亚列为“个人寻求工作和高质量生活的首选目的地国”。
澳大利亚是《关于难民地位的公约》的缔约国，并且已经安置了许多需求庇护的人士。但是近年澳大利亚开始对通过船只非许可抵达的人员进行强制拘留，该政策引发了广大争论。

## 历史沿革
人类首次向澳大利亚大陆迁徙大约发生在65,000年前，他们途径海洋东南亚和巴布亚新几内亚；这是人类走出非洲历史的一部分。

### 流放之地
欧洲人移民澳大利亚始于1788年1月26日英国在悉尼湾修建服刑犯定居点。
第一批被流放到澳大利亚的英国服刑犯搭乘11艘船所组成的第一舰队抵达此地，船队上的人员由775名囚犯和645名官员、船员、海军陆战队员及其家属和孩子所组成。最终的定居者包括轻罪犯、二等兵和水手。这些人中并不包括建立一个自给自足定居点所需要的专业人才，例如农民和建筑工人；因此定居点的建立经历了饥饿和艰辛。定居点里的男性人数远远多余女性。
第二舰队于1790年抵达定居点，这次带来了更多的囚犯。囚犯的运输条件非常糟糕，据称比奴隶贩运还可怕。第二舰队出发时共载有1,026名囚犯，其中267名囚犯（256名男囚和11名女囚）死于路途中，死亡率高达26%；同时还有486人在抵达时罹患重病，其中124名囚犯在随后死亡。并且舰队带来的囚犯对于尚在苦苦挣扎的定居点来说更是一场灾难。
紧随第二舰队的第三舰队在1791年抵达，这次的生存情况相对较好。第三舰队依旧由11艘船组成，出发时共计载有2,000名服刑犯。抵达定居点后，有173名男囚犯和9名女囚犯在航行中死亡。
随后，其他运输舰队将进一步运送囚犯和自由民到殖民地。到1868年流放结束，大约有165,000人以囚犯身份进入澳大利亚。

### 赏金移民
澳大利亚殖民当局制定了诸多计划来吸引移民。其中在1835年至1841年推行的“赏金移民计划（Bounty Immigration Scheme）”促进了从英国向新南威尔士州的移民。而在同期成立的南澳大利亚公司就是为了吸引劳工和技术移民在南澳大利亚州定居。

### 淘金热潮
始于1905年的澳大利亚淘金热导致该国人口剧增，其中来自英国和爱尔兰的移民最多，其次便是德国人、其他欧洲国家人民和华人。后者在澳大利亚收到的歧视和限制越来越多，导致他们的大多数人无法在澳大利亚定居下来。随着澳大利亚诸殖民地联邦化成为一个国家，新的联邦政府所颁布的第一条法令便是《1901年移民限制法令》，该法令加强并整合了旨在限制非白人移民定居的不同殖民政策；该法令也构成后来“白澳政策”的基础。由于英国政府的反对，澳大利亚政府在立法中避免了明确的种族歧视政策，而控制机制是移民意愿者必须通过由移民官员所选择欧洲语言的听写测试。通常移民官会选择移民意愿者所不熟悉的欧洲语言，而最新一次通过测试的案例发生在1909年。极具讽刺意味的是出身奥地利的左翼记者埃贡·欧文·基施尽管精通五国欧洲语言，但澳大利亚当局移民官却选择让他参与苏格兰盖尔语测试，于是基施因为测试不及格而认定为文盲而被拒绝入境。
澳大利亚政府还发现，如果想要移民前往澳大利亚就需要补贴这些人。由于澳大利亚地处南太平洋地区而距欧洲较远，故相较于加拿大和美国，移民澳大利亚的成本更高，因此意愿度也就越低。但这也让澳大利亚政府可以通过调整补贴来控制经济周期不同阶段所需的移民数量。在1901年成立联邦之前，受助移民从殖民政府基金中获得通行费援助；而英国政府则支付囚犯、穷人、军人和公务员前往澳大利亚的通行费。而在更早的1831年之前，极少有人能够得到殖民政府的援助。而到联邦成立初期，年轻女性大多是从州政府获得移民澳大利亚的费用补贴。
| 时期          | 每年受助移民人数 |
| ------------- | ---------------- |
| 1831年—1860年 | 18,268           |
| 1861年—1900年 | 10,087           |
| 1901年—1940年 | 10,662           |
| 1941年—1980年 | 52,960           |

而随着大萧条的到来，澳大利亚总督宣布暂停接受移民直至另行通知，而下批移民抵达澳大利亚是1938年来自德国的5000个犹太避难家庭。这些人被特许无需经过语言测试，从而他们都得以顺利入境。

### 战后移民
第二次世界大战后，澳大利亚政府启动了一项大规模的移民计划。当局认为澳大利亚虽然侥幸躲过大日本帝国的入侵，因此本国人口必须“增长或灭亡”。数十万流离失所的欧洲人移居澳大利亚，超过100万英国人根据“移民协助通道计划”来到澳大利亚，该计划俗称“十镑英国佬”。该计划最初针对所有英联邦国家的公民；战后，它逐渐扩展到荷兰和意大利等其他国家。资格要求很简单：移民必须身体健康，年龄在45岁以下。最初没有技能限制，但在白澳政策下，非白人血统移民很难利用该计划。
1973年，多元文化主义在很大程度上取代了移民政策中的文化选择问题。
| 时期          | 移民计划 |
| ------------- | -------- |
| 1998年—1999年 | 68,000   |
| 1999年—2000年 | 70,000   |
| 2000年—2001年 | 76,000   |
| 2001年—2002年 | 85,000   |
| 2002年—2003年 | 108,070  |
| 2003年—2004年 | 114,360  |
| 2004年—2005年 | 120,060  |
| 2005年        | 142,933  |
| 2006年        | 148,200  |
| 2007年        | 158,630  |
| 2008年        | 171,318  |
| 2011年        | 185,000  |
| 2012年        | 190,000  |
| 2013年—2014年 | 190,000  |
| 2015年—2016年 | 190,000  |
| 2016年—2017年 | 190,000  |
| 2017年—2018年 | 190,000  |
| 2018年—2019年 | 190,000  |
| 2023年—2024年 | 190,000  |

### 历史概况
|        | 1901年        | 1901年  | 1954年   | 1954年  | 2001年   | 2001年    | 2016年   | 2016年    |
| 出生地 | 人口数        | 出生地  | 人口数   | 出生地  | 人口数   | 出生地    | 人口数   |           |
| ------ | ------------- | ------- | -------- | ------- | -------- | --------- | -------- | --------- |
| 1      | 英国          | 495,504 | 英国     | 616,532 | 英国     | 1,036,242 | 英国     | 1,087,756 |
| 2      | 爱尔兰        | 184,085 | 意大利   | 119,897 | 新西兰   | 355,765   | 新西兰   | 518,462   |
| 3      | 德国          | 38,352  | 德国     | 65,422  | 意大利   | 218,718   | 中国     | 509,558   |
| 4      | 中国          | 29,907  | 波兰     | 56,594  | 越南     | 154,830   | 印度     | 455,385   |
| 5      | 新西兰        | 25,788  | 荷兰     | 52,035  | 中国     | 142,781   | 菲律宾   | 232,391   |
| 6      | 瑞典-挪威联盟 | 9,863   | 爱尔兰   | 47,673  | 希腊     | 116,430   | 越南     | 219,351   |
| 7      | 南海岛国      | 9,128   | 新西兰   | 43,350  | 德国     | 108,219   | 意大利   | 174,042   |
| 8      | 印度          | 7,637   | 希腊     | 25,862  | 菲律宾   | 103,942   | 南非     | 162,450   |
| 9      | 美国          | 7,448   | 南斯拉夫 | 22,856  | 印度     | 95,455    | 马来西亚 | 138,363   |
| 10     | 丹麦          | 6,281   | 马耳他   | 19,988  | 荷兰     | 83,324    | 斯里兰卡 | 109,850   |
| —      | 其他国家      | 47,463  | 其他国家 | 215,589 | 其他国家 | 1,648,248 | 其他国家 | 2,542,443 |

## 现行计划

### 常规移民项目

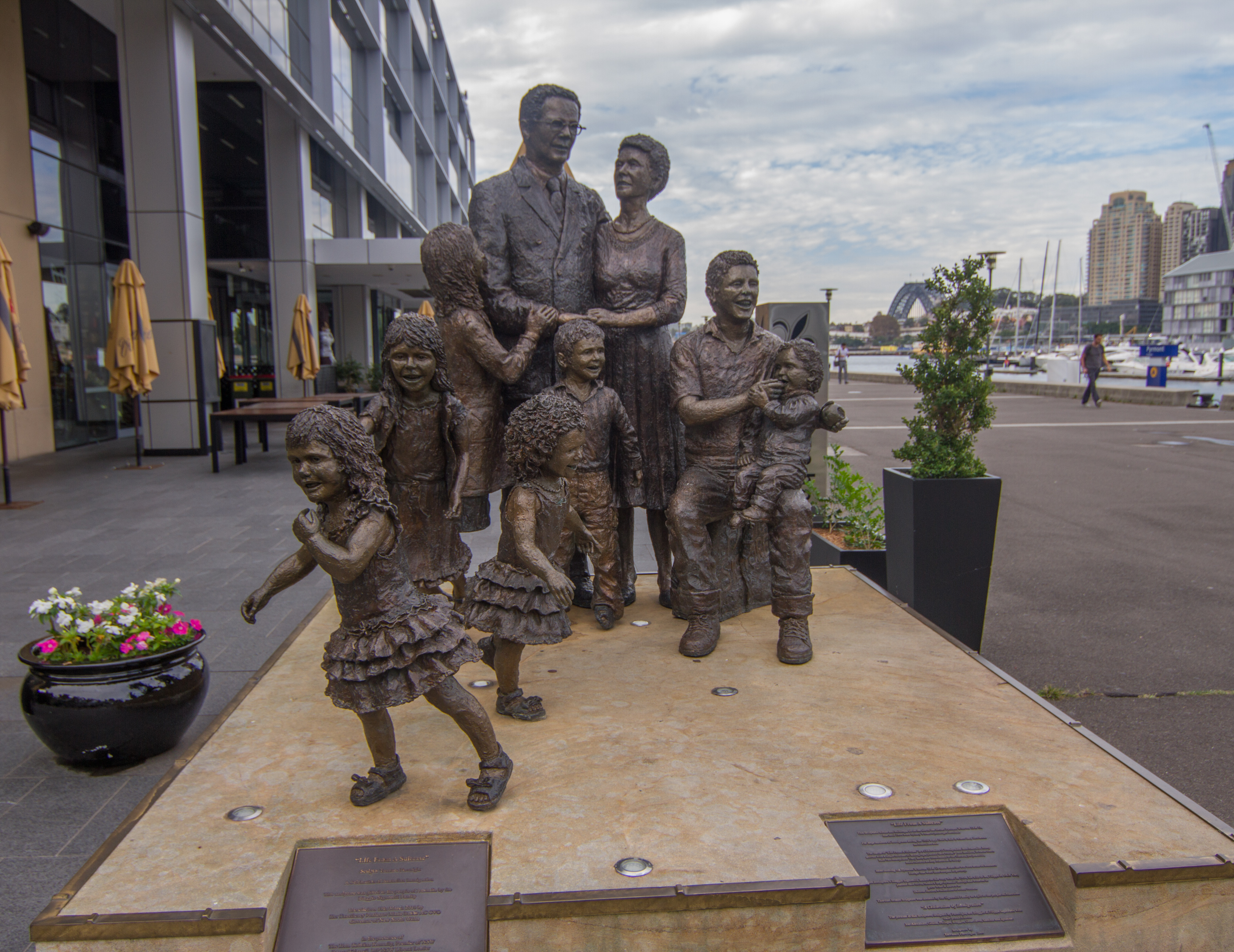
“始于旅行箱的生活”雕塑
雕塑位于新南威尔士州的卑满，旨在献给澳大利亚的移民们。

澳大利亚移民有许多种类，因此按照现行常规签证可以分为多个类别。
- 访问签证（Visitor Visas）：此类签证大部分是前往澳大利亚的居留许可，部分签证允许访客在居留澳大利亚期间从事部分工作以获取资金在澳大利亚旅游或学习等。

- 学习与培训签证（Studying and Training Visas）：澳大利亚政府积极鼓励外国学生及普通人来澳大利亚学习或接受培训。此类签证还有多个子类别，其中绝大部分都需要具有相关资质的教育或培训机构确认的录取通知书。

- 家庭与伴侣签证（Family and Partner Visas）：签证通常根据其与相关澳大利亚公民的家庭关系颁发。澳大利亚家庭签证有多种不同类型，包括付费父母签证和配偶签证等。

- 工作与技能签证（Working and Skilled Visas）：澳大利亚工作与技能签证通常颁发给高技能工人。候选人将根据积分制进行评估，并根据某些教育标准分配积分。这些签证通常由各个州赞助，这些州根据特定需求招募工人。签证也可能颁发给由澳大利亚企业赞助的申请人。

后两类签证通常可以使申请人获得澳大利亚公民身份，但需要申请人在澳大利亚居住至少满四年并其中一年是以永久居民身份。而比较特殊的则是“投资者签证（Investor Visa）”，符合条件的外国投资者在申请到该签证后就自动获得永久居留权并可在一定年限后申请入籍归化。
但是也有人指出澳大利亚现行的常规移民几乎与当局的反年龄歧视立法相冲突，比如学习培训类签证要求申请者未满30岁而工作技能类签证则要求申请者未满45岁，因此部分人士呼吁相关签证应该取消年龄限制。
| 地区                       | 人数   |
| -------------------------- | ------ |
| 南亚及中亚地区             | 58,232 |
| 东北亚地区                 | 37,235 |
| 东南亚地区                 | 31,488 |
| 北非及中东地区             | 28,525 |
| 西欧与北欧地区             | 25,174 |
| 大洋洲及南极洲地区         | 16,445 |
| 撒哈拉以南非洲地区         | 11,369 |
| 美洲地区                   | 9,687  |
| 东欧与南欧地区             | 7,306  |
| 未分类或未说明             | 492    |
| 数据来源：澳大利亚广播公司 |        |

### 人道移民项目
澳大利亚政府依据人道主义会发放两大类签证。
- 难民类签证：针对符合《关于难民地位的公约》所定义的难民申请人。
- 特别人道主义计划类签证：针对那些在本国遭受严重歧视、人权受到严重侵犯的申请人。

2015年至2016年度，澳大利亚政府为了应对叙利亚和伊拉克两国的国内冲突，在原定的13,750个人道主义签证名额上追加12,000个名额专门针对该地区的难民；同时当局还决定将人道主义签证名额在2018年至2019年度提高到18,750个。

## 移民来源
截至2019年，澳大利亚常住人口中约有30%（即7,529,570人）出生在海外。
下表显示了澳大利亚统计局所估计的2020年按出生地划分的澳大利亚人口分布数据，表中仅列出居住在澳大利亚的人口超过100,000人的国家或地区。
| 出生地                   | 预估常住人口 （截至2020年） |
| ------------------------ | --------------------------- |
| 英格兰                   | 980,360                     |
| 印度                     | 721,050                     |
| 中国大陆                 | 650,640                     |
| 新西兰                   | 564,840                     |
| 菲律賓                   | 310,050                     |
| 越南                     | 270,340                     |
| 南非                     | 200,240                     |
| 義大利                   | 177,840                     |
| 马来西亚                 | 177,460                     |
| 斯里蘭卡                 | 146,950                     |
| 苏格兰                   | 132,590                     |
| 尼泊尔                   | 131,830                     |
|                          | 111,530                     |
| 德国                     | 111,030                     |
| 美国                     | 110,160                     |
| 香港特別行政區           | 104,760                     |
| 希腊                     | 103,710                     |
| 澳大利亚出生人口总数     | 18,043,310                  |
| 非澳大利亚出生人口总数   | 7,653,990                   |
| 注解： 1. 2. 3.          |                             |
| 数据来源：澳大利亚统计局 |                             |

根据2023年澳大利亚人口普查数据显示，澳大利亚各州在定居模式上存在一些差异。
| 州 / 领地                | 海外出生总人口 | 海外出生总人口 | 首要海外出生地出生人口 | 首要海外出生地出生人口 | 首要海外出生地出生人口 |
| 州 / 领地                | 人口数         | 占比           | 出生地                 | 人口数                 | 占比                   |
| ------------------------ | -------------- | -------------- | ---------------------- | ---------------------- | ---------------------- |
| 新南威尔士州             | 251万          | 31.0%          | 中国                   | 26.1万                 | 3.2%                   |
| 维多利亚州               | 207万          | 31.7%          | 印度                   | 27.2万                 | 4.2%                   |
| 昆士兰州                 | 126万          | 24.2%          | 新西兰                 | 23.0万                 | 4.4%                   |
| 西澳大利亚州             | 94万           | 34.1%          | 英格兰                 | 21.2万                 | 7.7%                   |
| 南澳大利亚州             | 45万           | 25.1%          | 英格兰                 | 9.9万                  | 5.5%                   |
| 澳大利亚首都领地         | 14万           | 29.8%          | 印度                   | 1.8万                  | 3.9%                   |
| 塔斯马尼亚州             | 9.2万          | 16.3%          | 英格兰                 | 2.0万                  | 3.6%                   |
| 北领地                   | 5.9万          | 23.9%          | 菲律賓                 | 0.7万                  | 3.0%                   |
| 注解： 1. 2.             |                |                |                        |                        |                        |
| 数据来源：澳大利亚统计局 |                |                |                        |                        |                        |

## 关联条目
| - 澳大利亚的庇护 - 澳大利亚人口 - 移民和公民身份部 - 大洋洲的欧洲人 | - 移民福利都市传说 - 澳大利亚移民健康 - 移民新西兰 - 精神健康与移民拘留 | - 澳大利亚多元文化 - 澳大利亚战后移民 - 澳大利亚签证政策 |

## 相关法源
- 《澳大利亚联邦1858年移民法令 （页面存档备份，存于）》（英文）

## 延伸阅读
- Betts, Katharine. . Melbourne University Press. 1988. ISBN 9780522843514.

- Burnley, I.H. . Oxford University Press. 2001. ISBN 9780195508352.

- Castles, Stephen. . Allen & Unwin. 1998. ISBN 9781864488517.

- Jupp, James. . Cambridge University Press. 2007. ISBN 9780521697897.

- Jupp, James. . Cambridge University Press. 2004. ISBN 9780521542951.

- Jupp, James. . Cambridge University Press. 2001. ISBN 9780521807890.

- Markus, Andrew; Jupp, James; McDonald, Peter. . Allen & Unwin. 2009. ISBN 9781741766103.

- O'Farrell, Patrick. . UNSW Press. 2000. ISBN 9780868406350.

- Martinez, Julia Theresa; Wells, Andrew. . ABC-Clio. 2005. ISBN 9781576079607.